# 川越こず恵
川越 こず恵（かわごえ こずえ、1976年6月12日 - ）は、日本のフリーアナウンサー。Smile Voice ラボ代表。

## 来歴
山形県寒河江市出身。立教大学法学部法学科卒業。
大学を卒業後の2000年、青森テレビ (ATV) に入社。それから3年後に退社するまでの間、同局のアナウンサーを務めた。
その後は、主に関東地方でフリーアナウンサーとして活動。ホリプロに一時所属した後、ジョイスタッフへ移籍する。移籍後、2003年9月から2007年3月までTBSラジオ『あなたへモーニングコール』のパーソナリティを務めた。
30歳のときに第1子を妊娠・出産。子育て期間中に立ち上げた子持ち女性たちのコミュニティ（川越いわくママコミュニティ）で、育児関連の講師活動を始める。そうした活動の中で話し方や立ち振舞いの重要性を改めて感じ取り、これをビジネスにしていくことを決意。山形市内と東京都内に個人・法人の双方を対象にした話し方教室・Smile Voice ラボを開設し、自らが代表講師となってのレッスンを行っている。

## 出演

### テレビ番組
- ATVニュースワイド（青森テレビ）
- NIGHTカーニバル（青森テレビ）[1]
- トーク笑・なまるが勝ち（青森テレビ） - MC、リポーター
- 風たちの玉手箱[5]（青森テレビ）
- おしゃべりハウス（青森テレビ）
- JNNニュースの森（TBS） - 中継リポーター
- こちら宣伝部（TOKYO MX） - MC
- ニュース930（テレビ埼玉） - キャスター
- TVSニュース＆お天気マップ（テレビ埼玉）
- JUST 9 Information（チバテレビ） - コーナーリポーター
- 船橋だより（チバテレビ） - リポーター
- TOKYO最新レポート（テレビ東京） - リポーター
- ウィークリーすみだ（J:COM すみだ） - キャスター
- サンデースクランブル（テレビ朝日） - リポーター
- Tokyoほっと情報（テレビ東京） - リポーター
- てれとshop（テレビ東京） - MC
- としまTVガイド（としまテレビ） - キャスター
- 今宵のワイン（BSフジ）
- てれとマート（テレビ東京）
- シティーニュースおおた（J:COM 大田）

### テレビドラマ
- ヤ・ク・ソ・ク（2005年、毎日放送） - リポーター 役

### ラジオ番組
- あなたへモーニングコール（2003年 - 2007年、TBSラジオ） - 月曜・火曜パーソナリティ
- 子育て応援ラジオ ママスタ♪（2019年[6] - 、中央エフエム） - パーソナリティ

### CM
- エス・イー・シーエレベーター
- ラグノオ - ナレーター
- 青森銀行 - ナレーター
- SRホーム - ナレーター
- リフォームデポ - ナレーター

### イベント
- EXPO 2005 愛・地球博 南太平洋共同館 - パプアニューギニア担当ナレーター
- おとえほん読み聞かせライブ - レギュラー出演